# El Oasis (telenovela de 1994)
El Oasis es una telenovela colombiana producida por Cenpro TV en el año 1994. Protagonizada por la estrella colombiana Shakira Isabel Mebarak Ripoll, más conocida como Shakira junto a Pedro Rendón. La historia de la telenovela gira en torno a un romance entre dos miembros de familias rivales: La heredera de un terrateniente que se enamora del hijo de su principal enemigo que sobrevivieron a la tragedia de Armero.
Shakira logró hacerse con los derechos de la trama en 2002, por lo que ya no es transmitida por ninguna cadena de televisión. Con la llegada de Internet, comenzaron a circular vídeos en las redes sociales recordando sus inicios en el mundo artístico.

## Elenco
- Shakira ... Luisa Maria Rico
- Pedro Rendón ... Salomón Perdigón
- Mauro Urquijo ... Anturio
- Xilena Aycardi ... Bríjida
- Pedro Mogollón ... Severo Rico /
- María Margarita Giraldo ... Magdalena de ¨Perdigón
- Tita Duarte ...
- Mariela Rivas ... Agripina
- Patricia Castañeda ... Bibiana
- Juan Sebastián Aragón